# 林茂松
林茂松教授（1948年—）是中国南京农业大学植物保护学院的博士研究生导师，中國的植物病原线虫的專家。

## 著作列表
- 王宏宝,李紅梅,李茹,林茂松（2010）．腐烂茎线虫耐寒力测定．江苏农业科学，2：110-112.
- 王波; 李紅梅; 王碧; 付鹏; 林茂松. . 南京农业大学学报. 2009, 32 (1): 55–60  [2018-02-09]. doi:10.7685/j.issn.1000-2030.2009.01.011. （原始内容存档于2019-06-30） （中文（简体））.
- 段秀峰,李红梅,王暄,林茂松（2009）．伯氏致病杆菌Xenorhabdus bovienii培养特性的研究．江苏农业学报，25（1）：59-67.
- 夏彦飞,李红梅,王暄,付鹏,林茂松（2009）．病木样本松材线虫DNA检测方法研究.江苏农业科学，35-38.
- 黄健,戚龙君,王金成,李红梅,林茂松（2009）．腐烂茎线虫种内不同群体形态及遗传分析.植物病理学报，39（2），125-131.
- 孙捷; 杨寿运; 崔春亮; 张崇星; 林茂松; 张克云. . 南京农业大学学报. 2008, 31 (2): 55–60  [2018-02-09]. doi:10.7685/j.issn.1000-2030.2008.02.012. （原始内容存档于2018-02-10） （中文（简体））.
- 季镭; 王金成; 杨秀丽; 黄国明; 林茂松; 张克云. . 南京农业大学学报. 2008, 29 (3): 39–43  [2018-02-09]. doi:10.7685/j.issn.1000-2030.2006.03.008. （原始内容存档于2018-02-10） （中文（简体））.
- 林茂松; 丁晓帆; 王子明; 周风明; 林娜. . 《中国水稻科学》. 2005, 19 (4): 361–365  [2018-02-09]. （原始内容存档于2018-02-10）.
- 丁晓帆; 林茂松; 刘亮山. . 南京农业大学学报. 2005, 28 (3): 43–47  [2018-02-09]. doi:10.7685/j.issn.1000-2030.2005.03.010. （原始内容存档于2019-06-29） （中文（简体））.
- 张治宇; 林茂松; 余本渊. . 南京农业大学学报. 2004, 27 (1): 46–50  [2018-02-09]. doi:10.7685/j.issn.1000-2030.2004.01.011. （原始内容存档于2018-02-10） （中文（简体））.
- 张治宇; 张克云; 林茂松; 罗宏伟; 徐福元. . 南京农业大学学报. 2002, 25 (2): 43–46  [2018-02-09]. doi:10.7685/j.issn.1000-2030.2002.02.010. （原始内容存档于2019-06-29） （中文（简体））.
- 陈劲枫; 林茂松; 钱春桃; 庄飞云. . 南京农业大学学报. 2001, 24 (1): 21–24  [2018-02-09]. doi:10.7685/j.issn.1000-2030.2001.01.006. （原始内容存档于2018-02-10） （中文（简体））.
- 林茂松. . 南京农业大学学报. 1989, 12 (3): 44–47  [2018-02-09]. doi:10.7685/j.issn.1000-2030.1989.03.009. （原始内容存档于2019-06-30） （中文（简体））.
- 林茂松等: "马铃薯腐烂线虫与甘薯茎线虫病", 《江苏农业学报》, vol. 15, no. 3, 30 June 1999 (1999-06-30), pages 186 - 190
- 程瑚瑞; 林茂松; 钱汝驹. . 南京农业大学学报. 1986, 9 (2): 55–61  [2018-02-09]. doi:10.7685/j.issn.1000-2030.1986.02.008. （原始内容存档于2018-02-10） （中文（简体））.
- 程瑚瑞; 林茂松; 黎伟强. . 南京农业大学学报. 1983, 6 (4): 84  [2018-02-09]. doi:10.7685/j.issn.1000-2030.1983.04.012. （原始内容存档于2019-06-30） （中文（简体））.
- 林茂松. . 南京农业大学学报. 1982, 5 (2): 125  [2018-02-09]. doi:10.7685/j.issn.1000-2030.1982.02.016. （原始内容存档于2018-02-10） （中文（简体））.

## 外部連結
- 《南京农业大学学报》 过刊查询页面 ：林茂松[]相關文獻